# Vaginale intraepitheliale Neoplasie
Die vaginale intraepitheliale Neoplasie (VAIN) ist eine Form der Gewebeveränderung der Vaginalschleimhaut. Genauer handelt es sich um eine Neoplasie aus atypischem Plattenepithel in der Vaginalschleimhaut ohne invasives Wachstum. Sie ähnelt den intraepithelialen Neoplasien der Vulva und des Gebärmutterhalses (siehe vulväre intraepitheliale Neoplasie und zervikale intraepitheliale Neoplasie), ist aber mit 2-3 Fällen pro 1 Mio. Frauen wesentlich seltener. Das mediane Alter der Betroffenen liegt bei 45 Jahren (VAIN 1-2) bzw. 61 Jahren (VAIN 3). Meist liegt die Veränderung im oberen Drittel der Vagina. Die Entwicklung einer VAIN wird durch Infektionen mit Papillomaviren begünstigt.
Nach dem Grad der Atypie werden die Neoplasien unterteilt:
- VAIN 1: Geringe Dysplasie (Zellen atypisch verändert, Epithelschichtung intakt).
- VAIN 2: Mäßiggrade Dysplasie.
- VAIN 3: Hochgradige Dysplasie, Carcinoma in situ. Gefahr der Entwicklung zum Vaginalkarzinom.

## Diagnose
Alle VAIN-Patientinnen einer großen Studie hatten gleichzeitig einen pathologischen Pap-Test. Der Pap-Test könnte daher auch zum Screening auf VAIN geeignet sein. In der Regel aber erfolgt die Diagnostik mittels Kolposkopie und 40facher Lupenvergrößerung der Scheide, wobei die Schleimhautoberfläche mit Reagenzien behandelt wird:
- 60 s nach dem Auftragen von 3%iger Essigsäure sichtbare weißliche Bezirke sprechen für eine Dysplasie;
- bei der Collins-Probe wird Toluidinblaulösung aufgetragen und mit 2%iger Essigsäure abgewaschen. Blaue Areale sind dysplastisch;
- bei der Schiller´schen Iodprobe wird  eine Jodtinktur aufgepinselt. Während gesunde Oberflächenzellen der Scheide Glykogen produzieren, welches sich rotbraun verfärbt, bleiben die suspekten Bezirke hell.

## Behandlung
VAIN 1 und 2 können zunächst nur beobachtet, kryo- oder laserchirurgisch oder mit topischem 5-Fluoruracil behandelt werden. Die größte Sicherheit bietet jedoch die operative Teilentfernung der Vagina. Unbehandelte Läsionen können weiter entarten, sich aber auch spontan normalisieren. VAIN 3 ist synonym zum Carcinoma in situ, einer echten (wenn auch noch begrenzten) Krebserkrankung, und muss daher immer vollständig operiert oder bestrahlt werden.